# Ауди Авант
Авант е официалното наименованието на комби моделите на Ауди. За първи път Авант се споменава през 1977 г. Тогавашният модел Ауди 100 Авант (от втората генерация Ауди 100) обаче не е типичното комби, познато днес.

## Модели Авант
- Ауди 80 се предлага и като Авант от 1992 г., когато започва производството на четвъртата генерация.
- Наследникът на Ауди 80, А4, има Авант версия от самото начало на производството през 1994 г.
- Ауди 100 се предлага и като Авант от втората генерация през 1997 г. Едва в четвъртата генерация, през 1991 г., Авант версията получава типичната комби форма.
- Наследникът на Ауди 100, А6 се предлага и като Авант от началото на производството през 1994 г.
- Спортните версии на гореспоменатите модели – RS2, RS4 и RS6.

## Комбита на Ауди, които не се продават с това название
- Комби версията на Ауди F103 се продава под названието Вариант (както комбитата на Фолксваген).
- Комби версията на първата генерация на Ауди 80, която е предназнаена само за експорт, носи името Ауди 80 Истейт (в Англия и ЮАР) и Ауди Фокс Стейшън Уагън (в САЩ).
- Audi Allroad Quattro, който е базиран на Ауди А6 Авант.
- Подобната на комби версия на Ауди A3 носи името А3 Спортбек.